# Constantin Prichici
Constantin Gh. Prichici (n. 8 iulie 1911, Huși, județul Iași – d. 27 mai 1977, București) a fost un compozitor, etnomuzicolog, folclorist și profesor român.

## Biografie
S-a născut la data de 8 iulie 1911 în orașul Huși, județul Iași, unde urmează cursurile scolii primare și ale liceului de băieți „Cuza Vodă”, promoția 1922-1929.
Din 1929 urmează cursurile muzicale ale Academiei de muzică și artă dramatică din Iași și ale Conservatorului din București.
Între 1936-1941 este profesor de muzică la liceele din Sibiu, Orhei și Cetatea Albă.
Între 1941-1950 este șef al bibliotecii și al discotecii muzicale la Societatea Română de Radiodifuziune.
Între 1950-1959 devine cercetător științific principal la Institutul de Folclor din București, în cadrul căruia este șeful colectivului de cercetări folclorice în Moldova.
În 1951, în timpul unei anchete de teren, o remarcă pe cântăreața Elena Constantinescu îndemnând-o să participe la un concurs artistic republican al căminelor culturale, unde câștigă premiul II pe țară.
Între 1951-1955, în paralel cu activitatea științifică la Institut, funcționează ca secretar al Secției de critică și muzicologie a Uniunii Compozitorilor din Republica Populară Română.
În perioada 1959-1964 este transferat la Iași, unde funcționează ca folclorist muzical la Filarmonica de stat „Moldova” și ca profesor la Institutul pedagogic de trei ani din Iași.
În 1964 revine în București funcționând ca folclorist muzical și secretar al Orchestrei „Barbu Lăutarul” până în 1968, când se transferă secretar muzical la Ansamblul „Rapsodia Română” (1968-1972).
A fost colaborator la publicațiile periodice „Muzica” și „Revista de folclor”.

## Decesul
Moare la data de 27 mai 1977 la București, la vârsta de 66 de ani.

## Lucrări

### Volume
- Metoda de țambal, București, Editura de Stat pentru Literatură și Artă, 1956, 148 p.
- Haiducul Pintea Viteazul în tradiția poporului nostru, București, Editura Muzicală, 1979, 174 p.

### Culegeri de folclor
- 125 melodii de jocuri din Moldova, București, Editura de Stat pentru Literatură și Artă, 1955, 134 p.
- Melodii de jocuri populare moldovenești, Iași, Casa Regională a Creației Populare, 162 p.
- Cîntece și jocuri populare din Moldova, București, Editura Muzicală, 1963, 192 p. (în colaborare cu Vasile D. Nicolescu)
- Balade populare din Ilfov, Centrul de Îndrumare a Creației Populare și a Mișcării Artistice de Masă, 1975, 204 p.
- Melodii de jocuri populare din județele Ilfov, Ialomița, Teleorman, Centrul de Creație Populară a județului Ilfov, 1970, 161 p.

### Studii și articole
- „Țambalul. Contribuții la cunoașterea instrumentelor populare”, în revista Muzica, an. 2, nr. 8-9, 1952
- „Figuri de eroi în cîntecul nostru popular: Pintea Viteazul”, în revista Muzica, an. 3, nr. 4, 1953
- „Despre activitatea orchestrei Barbu Lăutaru”, în revista Muzica, an. 4, nr. 7-8, 1954
- „Geneza melodică a baladei lui Pintea Viteazul”, în Revista de Etnografie și Folclor, an. 2, nr. 4, 1957
- „Pe urmele Mioriței”, în Viața militară, nr. 10, 1957